# Dora Zeitz
Dora Zeitz (* 1. Oktober 1913 in Engelfangen; † 2. Mai 1980 in Dresden) war eine deutsche Widerstandskämpferin gegen den Nationalsozialismus.

## Leben
Dora wuchs als eine von zwei Töchtern in einer Bergarbeiterfamilie in Püttlingen auf. Von 1920 bis 1928 besuchte sie die Volksschule und arbeitete anschließend als Haushaltsgehilfin. 1929 wurde sie Mitglied im Kommunistischen Jugendverband Deutschlands (KJVD). Dort lernte sie ihren künftigen Ehemann Fritz Nickolay kennen. Im Juni 1933 wurde sie in Mannheim verhaftet. Nach zwei Monaten Haft wurde sie in das Saargebiet abgeschoben. Dort unterstützte sie den Abstimmungskampf der KPD.
Nach dem Anschluss des Saargebiets an das Deutsche Reich emigrierte sie nach Südfrankreich. Im Oktober 1935 gebar sie eine Tochter. Erst 1938 war sie mit ihrem Mann wiedervereint, der inzwischen die Freie Deutsche Jugend (FDJ) gegründet hatte. Sie unterstützte sowohl die Arbeit der FDJ als auch der Exil-KPD-Gruppe. Beide waren zudem treibende Kräfte in der französischen Volksfrontbewegung.
Im Mai 1940 wurde Dora Zeitz im Camp de Gurs interniert und kam durch Unterstützung ihres Mannes im Sommer 1940 frei. Die beiden gingen nach Südfrankreich in den unbesetzten Teil. Dort engagierte sich Zeitz in der Résistancebewegung, für die sie Waren und Schriften schmuggelte. Dort blieb sie bis Kriegsende unentdeckt.
Zusammen mit ihrem Mann ging sie dann nach Paris, wo sie das Comité „Allemagne libre“ pour l’Ouest (CALPO) unterstützte. Anschließend kehrten sie in das Saarland zurück, wo sie versuchten die kommunistische Bewegung wieder ins Leben zu rufen. Dora Zeitz engagierte sich in der neu gegründeten Kommunistischen Partei Saar. Nachdem ihr Mann jedoch eine andere Frau kennenlernte, verließ sie das Saarland und ging in die sowjetische Besatzungszone.
Sie nahm ihre Tochter zu sich und ließ sich in Dresden nieder. Die Ehe wurde 1949 geschieden. In der DDR übernahm sie leitende Funktionen im Personalbereich, unter anderem war sie Leiterin der Personalabteilung an der Hochschule für Verkehrswesen von 1957 bis 1968.
Für ihre Arbeit und ihr Engagement im Widerstand gegen den Nationalsozialismus wurde sie mit dem Vaterländischen Verdienstorden und der Medaille für Kämpfer gegen den Faschismus 1933 bis 1945 ausgezeichnet.